# 325558 Guyane
325558 Guyane este o planetă minoră (asteroid), cu un diametru de 5,026 km, din centura de asteroizi. A fost descoperită pe 24 septembrie 2009 la Mayhill⁠(d) de Erwin Schwab⁠(d). 
Obiectul prezintă o orbită caracterizată de o semiaxă mare de 3,1464298821836 UAi, o excentricitate de 0,07, o înclinație de 13,9 ° în raport cu ecliptica.